# Condalia megacarpa
Condalia megacarpa är en brakvedsväxtart som beskrevs av Aldo Castellani. Condalia megacarpa ingår i släktet Condalia och familjen brakvedsväxter. Inga underarter finns listade i Catalogue of Life.